# Stanisław Mleczko
Stanisław Mleczko herbu Korczak (zm. przed 17 lipca 1696 roku) – łowczy mielnicki od 1655 roku.
Był elektorem Michała Korybuta Wiśniowieckiego z ziemi mielnickiej w 1669 roku. W 1674 roku był elektorem Jana III Sobieskiego z województwa podlaskiego.